# Агесиполид III
Агесиполид III (др.-греч. Ἀγησίπολις Γ΄) — последний спартанский царь из династии Агиадов, сын Агесиполида и внук царя Клеомброта II. Правил в Лакедемоне в 219—215 годах до н. э.

## Биография
В связи со смертью царя Клеомена III и убийства его детей в Египте в 219 году до н. э. юный Агесиполид был объявлен царём Спарты от дома Агиадов. Его опекуном назначили его дядю Клеомена, младшего сына Клеомброта II. Однако в 215 году до. н. э. Ликург вынудил Агесиполида III отказаться от престола.
Агесиполид был убит пиратами около 184 года до н. э., когда отправился в Рим в составе посольской миссии.